# 推理小說
推理小說（英語：Detective fiction），是一種以推理方式解開故事謎題的小说類型，它們通常以偵探事件為主題（偵探小說），通常講述主角以敏銳的觀察和理性的分析解決事件。亦有部份以其他事件為主要劇情走向，如找尋失物或解開奇異事件的謎底等。犯罪小說、懸疑小說與推理小說有密切的關係。

## 概述
日本最早使用「推理小說」一詞，其來源為歐美的偵探小說。由於「偵探」二字的限制性，歐美也常用更鬆散的統稱如神秘小說或犯罪小說來代替，較有名的例子有：美國神秘作家協會（中文常譯成「美國推理作家協會」）、英國犯罪作家協會（中文常譯成「英國推理作家協會」）。作为开创者的爱伦·坡本人则称其为「推理故事（tales of ratiocination）」。
按中文字面意思理解，推理小說指含有推理成份的小說，似乎與偵探小說不盡相同。造成這個問題的原因是，在偵探小說傳入日本后，因當用漢字制度的關係，「偵」這個字在二战后被限制使用。經過一些人士的提倡后，改用「推理小说」來代替「偵探小說」，從此在和製漢語詞彙中，推理小說就是偵探小說。隨着推理小說的發展，不同流派的推理小說相繼出現，如社會派、冷硬派、變格派等，這使原來的傳統正宗推理小說被稱為“本格推理小說”。雖然日本後來廢止了當用漢字制度，但該習慣未有改變。中国受日本影響，同樣使用了推理小說這個稱呼，以及這種派別分類（當然也用「偵探小說」或「探案小說」這些稱呼，不過沒前者廣闊）。
另外，在日语詞彙中，「推理」、「本格」、「mystery」這三個詞常都是混合的亂用，「神秘」（mystery）一詞常當成「推理」使用。而實際上，推理小說的解答一定要合理，而神秘小說則不一定。中文翻譯時常常因使用情況而把mystery翻譯成推理，但也卻時常把該翻譯成「神秘」的地方誤譯為「推理」。

### 類型
推理小說可以是以下類型的子類型。但也有些許區別：
- 偵探小說（英語：detective fiction）：兩者幾乎相等。
- 神秘小說（英語：mystery fiction）：是推理小說的一個更鬆散的統稱。岛田庄司認為推理小說的解答一定要合理，而神秘小說則不一定。推理小說評論家霍華德·海格拉夫（Howard Haycraft）對威爾基·柯林斯推理成分單薄的《白衣女人》表示不屑，稱它為“一部神秘小說而不是偵探小說”。
- 犯罪小說（英語：crime fiction）：是推理小說的一個更鬆散的統稱。R.奧斯汀·弗里曼（R. Austin Freeman）在《偵探小說的藝術》（The Art of the Detective Story）一文中認為，將偵探小說與“純粹的犯罪小說”相提並論是一個極大的錯誤。霍華德·海格拉夫的《為了娛樂而殺人：偵探小說及其時代》（Murder for Pleasure: The Life and Times of the Detective Story）中說道：“偵探小說中的犯罪是為了達成目的所用的手段，這個目的就是——推理。”
- 恐怖小說（英語：horror fiction）或驚悚小說（thriller fiction）：推理小說常有恐怖元素，有些推理小說家的恐怖小說也會被歸類成推理小說。
- 間諜小說（英語：spy fiction）
- 公案小说：中国古代的偵探故事。

## 發展歷史

### 早期阿拉伯
《一千零一夜》（又名《天方夜譚》）中的〈黑奴與苹果〉故事被認為是記錄上最早形式上的「誰是兇手」（whodunit）故事。故事中，國王哈里发哈伦·拉希德买下一個渔民剛拉上岸的网。然而魚网里的不是鱼，而是一只挂着锁的箱子。等箱子被抬进王宫，哈里发命人将它撬开，發現里面原来是一具被卸成几块的女尸后。哈里限宰相吉尔法三天內把凶手抓到，否则就要他全家人抵命。這個故事中出現了懸念、逆轉以及破案的概念，但与後來的探案故事不同，故事中的吉尔法并沒有想破案的意願。

### 早期中國
中国古代的公案小说則是真正意義上的偵探故事。故事中出現了推理小說的元素，主角也有破案的意圖。较有名的有元朝的《灰闌記》（全名：包待制智勘灰闌記），明朝的《包公案》与清代的《狄公案》。很多故事內容並非真實的案件記錄，而是後人的原創。
荷兰外交家高罗佩，同時也是《大唐狄公案》的作者，认为中国古典公案小说与歐美推理小說的區別為：
1. “偵探”是當地的官員，而且通常同時偵破幾個不相關的案子；
2. 犯人、犯罪过程、手段草草带过，犯罪动机在一开始就交待，因此故事多是“倒叙推理”而非“誰是凶手”；
3. 破案过程总要有超自然力量的介入，比如被害者的冤魂向破案的人讲述遇害过程；
4. 大量哲学分析和冗长的官方文件；
5. 過多相關人物（上百个）并介紹他们与几个主要人物的关系；

### 歐美
推理小说在19世纪起源于美国，后来发展于英国。一般人認為，推理小說的發展是由爱伦·坡的莫爾格街兇殺案開始，愛倫坡採用科學的演繹法來破案，也就是胡適說的大膽假設、小心求證。後來柯南·道爾受其啓發創造出福爾摩斯神探，推理小說逐漸自成一格。福爾摩斯也成為小說中名偵探的經典；「名偵探與助手」的搭擋模式由此展開，直至後來被封為謀殺天后的阿加莎·克里斯蒂筆下赫丘勒·白羅與海斯汀、美國推理名家艾勒里·昆恩筆下同名偵探艾勒里與其警探父親、近代日本推理作家島田莊司筆下的御手洗潔與石岡等等，皆或多或少延用了這樣一個名偵探與其助手的模式。

### 日本
在偵探小說傳入日本后在日本文壇中建立了一個新類別。1920年代初，江户川乱步把握了偵探小說的本质後，發表了处女作《兩分銅幣》，成為日本推理小说领域的开拓者，日本本格推理小說的鼻祖。在本格派盛行期間，甲贺三郎更将异常心理状态描写的推理小說类型称为“变格”。1950年代末，松本清张開創了社会派推理小說，聚焦於戰後經濟快速發展之下誕生的政界腐敗、大家族消逝等社會性問題。90年代初期，以島田莊司、綾辻行人為代表的新本格派崛起，主張以更奇特的詭計而非劇情為核心。ACG產業發達的日本，也出現推理的動漫畫作品，例如《名偵探柯南》等。

### 台灣
偵探小說在日治時代傳入台灣，和日本偵探小說的起源相同，當時台灣的偵探小說皆屬於「實話」（實錄）的類型。根據呂淳鈺的研究，1898年1月7日，在台灣的日本內地人さんぽん開始在《台灣新報》連載的〈艋舺謀殺事件〉，共54回，是台灣最早的推理小說。之後有飯岡秀三（「絕世兇賊騷動台北城」等）、野田牧泉（「基隆八尺門的殺害養母事件」等）、座光東平（「士林川血染的漂流船」等）、山下景光（「基隆分屍事件」等）、林熊生（「龍山寺的曹老人」系列）等作家輩出，也由此可知，台灣早期的推理小說開創於在台日人之手。

### 香港
香港的推理小說潮流，大多承沿日本的推理小說發展。而香港推理小說較為著名的作者有陳浩基，作品《13·67》售出十二個國家的版權，電影版權被王家衛買下，同時獲得2017年度日本「週刊文春推理Best 10（海外部門）」及「本格推理Best 10（海外部門）」兩大推理排行榜冠軍。

## 類型與派別

### 類型
推理小說類型大致上分為以下兩種類型：

#### 物證推理類
以亞瑟·柯南·道爾爵士（Sir Arthur Conan Doyle）筆下的夏洛克·福爾摩斯（Sherlock Holmes）以及奧斯汀·傅利曼（Richard Austin Freeman）筆下的約翰·宋戴克博士（Dr.John Evelyn Thorndyke）為代表，其特點為：專注於犯罪現場的物證搜集與搜索（諸如指紋、腳印、血液跡、現場遺落物品等此類）和破解犯人挖空心思所佈置的物理或化學詭計以推論出犯人的犯罪手法，並以此找出犯人。而這也是一般推理小說的主要類型。

#### 心證推理類
以G·K·卻斯特頓筆下的布朗神父（Father Brown）以及阿嘉莎·克莉絲蒂（Agatha Christie）筆下的赫丘勒·白羅（Hercule Poirot）和珍·瑪波（Jane Marple）為代表，其特點為：從對人們的行為模式與對人性的直觀洞察（亦即是犯罪心理學），從而推論出犯人的犯罪模式和犯罪動機，並以此找出犯人。
當然，推理小說類型不一定就是這幾類，以上所述者只不過是基本類型罷了。

### 派別
推理小說中的派別分類，與一般文學分類的感覺很類似，多數都是模糊而難以明確分類的，總是會有一部作品同時有人分別認定是不同的派別，很少有作品可以精確地納入某一分類。然而流派仍多少有些區別性，僅此稍微介紹常見數種專有名詞，但請注意，即使是以下名詞的定義，有時也有些歧異。

#### 本格派
又可稱為正宗、正統、古典派或傳統派。以推理解謎為主要走向，是推理小說的主流。本格派可滿足以解謎為樂趣的讀者，通常儘可能地讓讀者和偵探擁有同樣線索、站在同一平面。本格派中部份作者，書中會有「向讀者挑戰」的宣言（例如艾勒里），也就是告訴讀者「到這裡你已擁有足以解開謎題的線索」，挑戰讀者是否能與偵探一樣解開謎題。因此，注重公平與理性邏輯，是本類型推理的特徵。

#### 冷硬派（硬汉派）
英語：，源起於美國。「冷硬」一詞原為形容一次大戰時受過磨練的部隊軍人；用到推理小說中，即是指既冷酷又強硬的偵探角色，也有以警察为主角。在這一類型的小說中，動作場面較多，解謎比例減少，主要為寫實化的偵探角色導向小說，描述偵探如何憑著一雙硬拳和打不死的精神，執著地追尋真相。本類型代表的作家有達許·漢密特、雷蒙·錢德勒、詹姆斯·肯恩、米凱·史必林及勞倫斯·卜洛克、綾辻行人。另外，此流派也在四零年代衍生出黑色電影。

#### 寫實派
沒有神探的推理小說，主要描寫幹探（警員）追查線索的過程，福里曼·克勞夫玆的《桶子》是當中的代表作。

#### 法庭派
英語：，顧名思義，以法庭辯論為主軸，通常場景發生於法庭內。

#### 歷史推理
歷史推理（英語：Historical mystery）指的是按照現有的史料對過去未解的歷史之謎進行考證，進而找出真相的過程。代表作有約瑟芬·鐵伊的《時間的女兒》。

### 日本特有派別

#### 社會派
日語：，某種程度上為反對本格派「流於紙上謎題遊戲」而生，強調推理小說不應只是推理，更應當反映並描寫現實社會。此派推理小說較著重於社會寫實。代表作家有松本清张、森村誠一和山崎豐子等。

#### 新本格派
新本格派（New Mystery，新本格推理），指的是從1980年開始的日本第三波本格推理潮，意味著傳統本格推理的回歸與再創新。由島田莊司領導，綾辻行人等人實行，其對當今日本推理文學影響深遠，至今依然是主要流派，並輻射到了周邊國家。
新本格推理小說比起社會派對社會議題的深度討論，更專注於詭計的華麗性、獵奇性，邏輯推演的嚴密性和故事的意外性，其風格起源於島田莊司于1981年所著的《佔星術殺人魔法》與1982年出版的《斜屋犯罪》。「新本格」這一名詞则來自於1987年，講談社在出版綾辻行人的《十角館事件》時帶有噱頭的廣告詞。
在《十角館》獲得巨大成功後，新本格流派正式受到讀者，尤其是年輕讀者的廣泛關注，並催生了以京都大學推理研究社、講談社、島田莊司為核心的新本格推理小說寫作出版推廣體係。伴隨著大批新人出道、作品推出，「新本格」逐漸成為重要推理流派，1987年也因此被稱作「新本格元年」。廣義上講，1987年後的任何日本本格推理小說，都可被稱為“新本格”小說，儘管這種界定過於粗糙且不盡准確。
公認的可以充分代表新本格風格的作家與作品系列包括：島田莊司“御手洗潔”系列、綾辻行人“館”系列、法月綸太郎、有栖川有栖“有栖”系列、麻耶雄嵩“麥卡托”系列、道尾秀介、歌野晶午、我孫子武丸、京極夏彥“百鬼夜行”系列、森博嗣“S&M”系列、西澤保彥“匠千曉”系列、北山猛邦“城”系列、白井智之等。

#### 日常推理
日語：，以平日生活中的解謎為主，多為短篇，此類作品則不一定有一般推理小說具備的命案、屍體等要素，有時接近青春幽默派推理。一些日常推理同時有輕小說的特徵，又可稱為「輕推理」。代表作家包括北村薰《空中飛馬》、光原百合《十八之夏》、加納朋子（《七歲小孩》）、米澤穗信（《古籍研究社系列》、《小市民系列》）、坂木司《青空の卵》、櫻庭一樹《GOSICK》等等。

#### 青春幽默派
日語：，以赤川次郎為代表，手法不重要。

#### 旅情派
日語：，案件多發生於主人公旅行的過程中，偏重隨機性與地方文化的描寫。代表作家有內田康夫的淺見光彥系列、西村京太郎等。

#### 變格派
日語：，以詭譎氣氛營造與異常心理為主軸，注重描繪陰森恐怖的氣氛或揭示人物的變態心理。變格推理的情節通常是怪誕離奇的，可能包含鬼怪、科學幻想、神奇和冒險等元素，因此謎團通常極具驚奇性或為異想天開的構想。變格派不依賴詭計，總是在故事性上投下很大的功夫。横溝正史和江户川乱步都寫過變格作品。

#### 八嘎推理
日語：，为“愚蠢推理”（バカなミステリー）、“可笑推理”（バカバカしいミステリー）的缩写，中文又稱“蠢推理”、“白烂推理”、“另类推理”、“恶搞推理”或“扯淡推理”等。这类作品通常是由于作者笔力不足，导致谜底不合逻辑或使用毫无公平性、甚至明显自相矛盾的叙述方式愚弄读者。但也有不少知名作家故意如此写法，以达到恶搞效果。一般读者会对此类小说产生“笨”、“愚蠢”、“如此愚蠢”、“胡说八道”的感叹或评价。
「八嘎推理」一词最早出自于《这本推理小说真厉害！》（又译：这本推理小说了不起！）1995年版中的一篇评论家小山正介绍Michael Slade的作品《Cutthroat》的一文中。从此，日本推理小说界就将那些追求极端意外、极端无理，缺乏现实性的作品通称为“八嘎推理”。
从2008年开始，日本毎年都会选出一部作品颁发「世界八嘎推理☆奖」（日語：世界バカミス☆アワード）。
因为日语八嘎是个多义词，既可指贬义的愚蠢，也可用于表示对于作品极度惊讶时的感慨语赞赏，因此也有许多异想天开的神作被归类到八嘎推理中。所以一些作家并不喜欢获得该奖。

## 專有名詞

### whodunit、whydunit、howdunit
在古典推理小說中，有「whodunit」、「whydunit」和「howdunit」這三大元素。分別表示：
Whodunit = Who (has/had) done it
犯人身份
Howdunit = How (has/had the perpetrator) done it
犯罪手法與詭計
Whydunit = Why (has/had the perpetrator) done it
作案動機

### 暴風雨山莊
封閉空間（英語：closed circle，又稱暴風（雪）雨山莊、孤島殺人），指小說發生場景與外界完全隔離，像是處於暴風雨中的孤立山莊，電話不通，無法求得外界（如警方）援助也無法逃離的狀況，通常狀況為發生連續殺人案件。由於完全隔離，所以必得由在場人物解決事件，死亡時間或指紋等等通常不能取得（有法醫或醫生在場則前者例外，但仍然較不精確）。的《無人生還》即為此方面的代表，為暴風雨孤島殺人。

### 密室
密室推理（locked room mystery，或稱密室殺人）是推理小說常見的一種題材。指發生在密閉空間（房間）內的命案，也就是說乍看之下，兇手或凶器彷彿蒸發一樣，未留下任何進出此空間的痕跡或證據的不可能犯罪。約翰·狄克森·卡爾的《三口棺材》，便是此方面的代表。

### 敘述性詭計
敘述性詭計是指作者寫作時，藉由文字詞義或敘事結構，讓讀者產生先入為主的觀念，使讀者「直覺地」對某些事情或狀況不疑有他，進而在最後解開謎題時，讓讀者有大吃一驚的感覺。這是一種不易掌控的技巧，讀者對此種詭計的反應有時也頗為兩極。的《羅傑疑案（The Murder of Roger Ackroyd）》，便是叙述性诡计的典型应用。（亦是西方的敘述性詭計寫作法的創始人。）

### 完美犯罪
完美犯罪（英語：perfect crime），指不为社会大众所察觉、或无法使犯人落网的犯罪。不少中譯日系推理作品中則常直接使用日式漢字完全犯罪。

### 倒叙推理
倒叙推理又稱反敘式偵探小說（英語：inverted detective story）,這種故事中的兇手在一開始就被揭露，看點是看偵探是如何抓到兇手。故事通常會以兇手視角展開，犯人將先實現一宗完美犯罪。等偵探登場后，再通過各種蛛丝马迹查明真相、抓到犯人。由於破案關鍵一定會在故事前半段的犯罪過程中，經由敘述充分展示給讀者知曉，因此倒敘推理也被視為「最公平的解謎推理」。
由於倒敘推理並不好寫，对侦破过程要求较高，既要有较为科学、可信的侦破知识，又要求侦破过程具有相当的可读性，所以這類小說作品很少。比較有名的是美國電視電影《神探可倫坡》（Columbo）和模仿該劇的日劇《古畑任三郎》。

### 舒逸推理
舒逸推理(英語：cozy mystery),小說內容淡化性與暴力描寫，代表作有的玛普尔小姐系列。

### 安乐椅侦探
安乐椅侦探(英語：armchair detectives),是偵探小說所塑造的一種偵探。與一般的偵探之間，最大的差異是安樂椅神探無須奔波勞碌，只需坐在舒適的安樂椅，聽著、看著命案的線索，就能憑藉著推理，指出真兇。艾瑪·奧希茲的角落裡的老人便是其代表。

## 推理小說創作守則
- 隆納德·諾克斯（Ronald A. Knox）「推理小說十誡」
- 雷蒙·錢德勒（Raymond Thornton Chandler）「九命題」
- 范·達因（S.S.Van Dine）「推理小說二十法則」
- 清涼院流水「推理小說的三十項要素」
- 「創造密室的動機」

較為知名的推理小說創作守則有兩個不同的版本，皆為對推理小說創作的規範，在1928年由諾克斯提出推理小說十誡後，知名推理作家范·達因又提出推理小說二十法則。必須聲明的是，那僅為原作個人意見，可供為當代對推理小說想法的參考，卻並非絕不可破的戒律──事實上，這些戒律差不多都被破光了。目的其實可約略看出，主要為限制作者與讀者站在同一平面、擁有同樣的線索可以解開謎團。可約略視為古典本格中心的看法。

## 推理名家
此處舉些有名的推理作家。

### 歐美
（依出生年排序）
- 愛倫·坡（Allan Poe）：美國作家，推理小說的始祖，其作品《莫爾格街兇殺案》被公認為世界第一篇推理小說。
- 亞瑟·柯南·道爾（Arthur Conan Doyle）：英國推理小說作家，筆下的名偵探夏洛克·福爾摩斯是廣受全球推理迷喜愛，至今不衰，成为名侦探的代名词。
- 莫理斯·盧布朗（Maurice LeBlanc）：法國推理小說作家，以風度翩翩的怪盜亞森·羅蘋的故事風靡全球。
- 艾瑪·奧希茲（Emma Orczy）：匈牙利裔英國作家，創造了史上第一位安樂椅神探──角落裡的老人。
- G·K·卻斯特頓（G.K. Chesterton）：英國作家、文學評論者以及神學家，因熱愛推理小說，不但致力於推廣，更親自下海撰寫推理小說，他筆下最著名的角色是布朗神父，以犯罪心理學的方式推理案情，與夏洛克·福爾摩斯注重證物的派別相庭抗禮。
- 范·達因（Van Dine）：因為生了一場大病而在病床上選擇看推理小說，康復後也寫始撰寫，寫下「推理小說二十法則」，著有主教謀殺案。他笔下的神探菲洛·万斯被誉为“美国的黄金神探”。
- 雷蒙·錢德勒（Raymond Chandler）：美國人，冷硬派的第一拓展人，筆下的名偵探為菲力普·馬羅。
- 阿加莎·克里斯蒂（Agatha Christie）：英國推理小說作家，被稱為「謀殺天后」，畢生創造大量長篇小說，筆下的名偵探有赫丘勒·波洛和瑪波小姐。
- 多蘿西·L·塞耶斯（Dorothy L. Sayers）：英國人，與阿嘉莎齊名，筆下的名偵探彼得·溫西勛爵亦被稱爲末代貴族神探。
- 達許·漢密特（Dashiell Hammett）：美國人，冷硬派的創始人，筆下的名偵探為山姆·史培特。
- 喬治·西默农（Georges Simenon，1903-1989）：法國作家，多產的快筆作家，創造名偵探儒勒·梅格雷探長。
- 約翰·克瑞希（John Creasy，1908-1973），英國作家，推理小說史上最多產的作家之一，常用不同筆名發表並得獎。筆下主角以神探基甸（George Gideon）著名。
- 艾勒里·昆恩（Ellery Queen）：美國人。此為筆名，實際上是由兩個表兄弟共同創作。筆下有同名神探艾勒里·昆恩和哲瑞·雷恩。
- 約翰·狄克森·卡爾（John Dickson Carr，1905-1977）：美國作家，擅長營造神秘氛圍，並以密室推理聞名，素有「密室之王」之稱，筆下神探有基甸·菲爾博士（Dr. Gideon Fell）、亨利·梅利威爾爵士。
- 蘇·葛拉芙頓（Sue Grafton）：美國作家，筆下神探為女私家偵探金絲·梅芳。
- 勞倫斯·卜洛克（Lawrence Block）：現役美國作家，1994年愛倫·坡獎終身大師獎得主。以酒鬼私家偵探馬修·史卡德和雅賊系列著名。
- 米涅·渥特絲（Minette Walters）：現役英國女作家，1992年起以《冰屋》、《女雕刻家》、《毒舌鉤》首創以三本新書連獲三大英美重要獎項。

### 日本
- 江戶川亂步（えどがわ らんぽ，Edogawa Ranpo）：本名平井太郎，日本本格派的开山鼻祖，改变了推理小说在日本的地位。风格浪漫，富有想象力。有以他为名的江户川乱步奖，专门表彰新人作家。筆下的名偵探為明智小五郎。
- 橫溝正史（よこみぞ せいし，Yokomizo Seishi）：日本傳統本格派的代表人物。作品影響了變格派與恐怖小說。筆下的名偵探為金田一耕助。
- 高木彬光（たかぎ あきみつ，Takagi Akimitsu）：作品數量多産且風格多變，跨及本格與社會派各領域。法庭派的代表之一。筆下的名偵探為神津恭介。
- 松本清张（まつもと せいちょう，Matsumoto Seichō）：他的创作打破了早年日本侦探小说界本格派和变格派的固定模式，开创了社会写实派推理小说领域。代表作品有《某〈小倉日記〉傳》、《點與線》、《砂之器》
- 土屋隆夫（つちや たかお，Tsuchiya Takao）：被稱為「日本推理小說大師」，著名的系列作品為千草檢察官系列。
- 赤川次郎（あかがわ じろう，Akagawa Jirō）：日本幽默推理小說的代表，創造大量系列作。大部份作品的推理意味較淺，故有時受推理迷批評，然仍為推理入門的好選擇。代表作品有《三毛貓福爾摩斯系列》和《三姊妹偵探團系列》
- 山村美紗（やまむら みさ，Yamamura Misa）：作品風格以懸疑布局為主，擅長細膩的推理，常以故鄉京都為小說中舞台背景，創作量極多，且多部被改拍成電視劇。有「日本的克莉絲蒂」之稱。曾以《死亡立體交叉》等三部作品獲江戶川亂步賞的提名。《消失了的繼承人》獲一九八三年第三屆日本文藝大賞。
- 島田莊司（しまだ そうじ，Shimada Sōji）：本格派，對之後所謂新本格影響甚重，代表作為《占星術殺人事件》，被稱為新本格的開山鼻祖。筆下的名偵探為御手洗潔。
- 綾辻行人（あやつじ ゆきと，Ayatsuji Yukito）：本格推理小說作家，但又帶有恐怖情節。代表作是《館系列》推理小說。
- 有栖川有栖（ありすがわ ありす，Arisugawa Arisu）：本名上原正英，日本新本格派推理小说家的中坚力量，多产作家，涉猎领域极其广泛，涉及漫画，电视剧，评论等等方面。
- 泡坂妻夫（あわさか つまお，Awasaka Tsumao）：本名厚川昌男，日本推理小說作家兼魔術師。代表作是《失控的玩具》。
- 森村诚一（もりむら せいいち，Morimura Seiichi）：日本社会派推理小说元老，现代社会派推理小说作家大多受其影响。主要作品包括《人性的证明》、《青春的证明》及《野性的证明》等。
- 笠井潔
- 京极夏彦（きょうごく なつひこ，Kyōgoku Natsuhiko）：新生代当中很有特色的「妖怪型」推理作家。新本格派的先锋人物，思维极其大胆灵活，作品的走向多变宽广，读者年龄层广。
- 坂口安吾（さかぐち　あんご，Sakaguchi Ango）：本名坂口炳五，知名作品為《不連續殺人事件》。
- 仁木悦子：本名大井三重子，有「日本的阿加莎·克里斯蒂」之稱。
- 水上勉（みずかみ つとむ，Mizukami Tsutomu）：与松本清张并列为社会派栋梁作家的水上勉，代表作《大海獠牙》获得第十六届日本侦探作家Club大奖。虽然他创作推理小说的时期不算太长，但其间每部作品都称得上是社会派的杰作。
- 西村京太郎（にしむら きょうたろう，Nishimura Kyōtarō）：本名矢島喜八郎，以旅情推理著名，常以鐵道與航空等交通工具為題材，因此小說中會有火車時刻表及車站的平面圖。但也有本格派的佳作，如《殺人雙曲線》。
- 內田康夫（うちだ やすお，Uchida Yasuo）：以旅情推理著名。筆下的名偵探為淺見光彥。
- 夏树静子：擅長性別的角度，主要作品有《W的悲劇》、《M的悲劇》、《雲間贈來的死》。
- 坂本光一
- 都筑道夫
- 鮎川哲也
- 連城三紀彥
- 三津田信三（みつだ しんぞう，Mitsuda Shinzō）：恐怖小說類型作家，代表性系列作品有《三津田信三系列》、《刀城言耶系列》、以及《死相學偵探系列》。
- 東野圭吾（ひがしの けいご，Higashino Keigo）：早期以清新流暢的校園推理起家，並以縝密細緻的劇情佈局獲得「寫實派本格」美名，後期東野的創作逐漸突破傳統推理的框架，在懸疑、科幻、社會等多個領域都有所涉獵。著名的作品有《嫌疑犯X的獻身》、《白夜行》、《偵探伽利略》。
- 森博嗣（もり ひろし，Mori Hiroshi）：大學工學院副教授，在作品中大量出現理工科的術語及知識，故在日本特以「理科系推理小說」（此分類目前只有森博嗣一人）。著名的系列有《犀川&萌繪》系列、《瀨在丸紅子之V》系列、《四季》系列。
- 北村薰（きたむら かおる，Kitamura Kaoru）：本名宮本和男，早稻田大學第一文學部畢業，為本格推理作家協會發起人之一，2005年擔任該協會會長。他在日本推理文壇以優美文風自成一格，相當講究故事性、小說結構與人物描寫。1995年起寫出「迴旋」（時と人）三部曲脫離推理小說類型，踏入一般大眾文學領域，對女性刻畫入微，更展現了成熟的小說功力。著名的系列著有《春櫻庭圓紫與我》系列《時的迴旋三部曲》系列《花村英子&貝基先生》系列。
- 二階堂黎人（にかいどう れいと，Nikaidō Reito）：日本中央大學理工系畢業，為新本格派的代表人物之一，作品有濃厚的狄克森卡爾氣息，代表作有《恐怖的人狼城》、《吸血之家》、《惡靈公館》等。
- 西澤保彥
- 橫山秀夫：
- 宮部美幸（みやべ みゆき，Miyabe Miyuki）：日本作家，寫作範圍廣泛，獲獎無數，大致被歸類有推理小說、時代小說與奇幻小說三大系統，作品以反映當代社會問題的案件為主。短篇作品《鄰人的犯罪》獲得《ALL讀物》推理小說新人獎，並連續七年榮獲《達文西》雜誌票選為日本最受歡迎女作家第一名，《模仿犯》更創下日本出版界史無前例的「六冠」榮耀。
- 中山七里
- 伊坂幸太郎：作品風格不僅限於推理小說。
- 乙一：他的寫作範圍極廣，作品領域橫跨懸疑、驚悚、恐怖、推理、純愛，尤其擅寫短篇。
- 大澤在昌：為日本知名的冷硬派推理小說作家，以《新宿鮫》榮獲「吉川英治文學新人賞」、「日本推理作家協會賞」。
- 東川篤哉：屬本格推理派作家，作品以幽默推理見長。
- 米澤穗信：以日常推理的《古籍研究社系列》出道，講究深層人物人性的心理雕刻，代表作有《滿願》、《王與馬戲團》。
- 西尾維新：多產型且風格多變的作家，文筆帶有輕小說色彩因此大受年輕族群歡迎，《斬首循環》一書曾獲得「這本輕小說真厲害!」一獎，以充斥故事中的大量旁白以及角色心裡描寫著名，擅長使用排比以及敘述性詭計，評價兩極的作家。
- 今村昌弘：以小說《屍人莊殺人事件》系列出道，該作在封閉山莊題材中大膽加入出乎讀者意料的故事元素而大放異彩，同名小說在2018年獲得「這本推理小說真厲害！」排名第1位、「本格推理小說 Best 10」排名第1位等大獎。
- 湊佳苗（日語：湊 かなえ，1973年1月19日－）：是一名日本女性小說家，以《告白》於2008年週刊文春推理小說 Best 10獲得第一名、「這本推理小說真厲害！」中獲得第四名。

### 中國大陆
- 周浩晖：作家、编剧、导演。著有《死亡通知单》系列。 [8]
- 程小青：近代中国推理小说开创人。
- 雷米：中國刑事警察學院學院犯罪心理學教師，著有《第七個讀者》、《心理罪》（網絡名《畫像》）、《教化場》、《暗河》等。
- 马雨默：莫兰系列，酷法医系列，陆劲系列.
- 紫金陈：《无证之罪》等
- 陆秋槎：《元年春之祭》、《当且仅当雪是白的》、《樱草忌》、《文学少女对数学少女》等

### 台灣
- 林佛兒：1984年11月創辦《推理》雜誌，提倡推理小說，被中國時報譽為「台灣推理小說第一人」。其長篇推理小說《美人捲珠簾》被中國天津百花文藝出版社出版推薦，獲得中國2001年第二屆最佳偵探長篇小說獎。
- 既晴：長篇推理小說《魔法妄想症》獲得第四屆皇冠大眾小說獎百萬首獎。
- 冷言
- 寵物先生
- 林斯諺

### 香港
- 陳浩基：以作品《13·67》而出名。

## 外部連結
- Classic Crime Fiction Website （页面存档备份，存于）
- Private Eye Writers of America website
- The Golden Age of Detective Fiction Wiki （页面存档备份，存于）
- All About Agatha Christie （页面存档备份，存于）
- Chinese reasoning website （页面存档备份，存于）
- Sherlock Holmes Cases A compilation of some of the most famous Sherlock Holmes cases. Original stories adapted from the Gutenberg project

## 腳註与参考
1. ↑  藝術與建築索引典—偵探小說[永久]於2011年3月17日查閱
2. ↑  山村正夫《推理文壇戦後史》，p.87（双葉社、1973年）
3. 1 2  日本在引入中國的漢字后，很多漢字保留了原本的意思。而有些詞彙則因為文化的不同則變意了。如日式漢字“人參”指蘿蔔。
4. ↑  日本推理小說家岛田庄司曾試圖解釋下他對幾個詞的理解，所以寫了《本格Mystery宣言》（1989）及《本格Mystery宣言Ⅱ——混種維納斯論》（1995）。
5. ↑  陳國偉《越境與譯徑：當代台灣推理小說的身體翻譯與跨國生成》，（聯合文學、2013年）
6. ↑  『日本統治期台灣文學集成 復刻版 ９ 台灣探偵小説集』中島利郎編　緑蔭書房　2002年
7. ↑  .   [2018-08-17]. （原始内容存档于2018-08-17）.
8. ↑  . 纽约时报中文版.   [2018-06-05]. （原始内容存档于2021-01-23） （中文（中国大陆））.